# Miranda del Castañar
Miranda del Castañar è un comune spagnolo di 582 abitanti situato nella comunità autonoma di Castiglia e León.